# 牛車水事件
牛車水事件（英語：Kreta Ayer Incident）發生在英國殖民馬來亞時期，為海峽殖民地新加坡一起由政治運動引發的警民衝突。該事件據信由國民黨所計畫，並發生於1927年3月12日，亦即孫文逝世二周年之紀念日。當時亦有報紙稱此事件為「國忌日之慘劇」、「牛車水警局慘案」，中國共產黨方面則稱「南洋三一二慘案」。

## 事件以前國民黨在馬來亞的活動

### 國民黨在馬來亞的組織運作
國民黨的政治運作活動並不限於黨部，而透過書報社、俱樂部、學校（黨校）等機構作為政治宣傳、組織人員的媒介。例如新國民報（Sin Kuo Min Poh）、同德書報社、華僑俱樂部，其中同仁俱樂部（Thong Yan Club）的幹部便是牛車水事件的主要參與者。國民黨亦透過在夜校的演講、冊子、講演課，宣傳反帝思想，或是戲劇社團、演講組織。直到1925年，馬來亞有11間學校直接由國民黨控制，有更多是受到黨或是黨員的贊助。教師也都是黨員或支持者，學生通常是年輕勞工。

### 英國殖民政府對國民黨的管制與政治舉措
1920年代，隨著共產國際的成立，與1924年國際共產主義運動的活躍，加以中國民族主義崛起，上海五卅慘案激起中國的民族情緒。國民黨在香港、廣東發動大罷工等種種的政治活動，無可避免地引起英屬馬來亞政府的關注。對此，英國外交部的態度是：英國對中國的影響必定不能受到馬來亞內務妨礙。馬來亞官員則認為，馬來亞國民黨組織正擴張其影響力，政府對此繼續抱持優柔寡斷的態度將導致悲劇。:107-123
上述種種原因，使英殖民政府於1925年至1930年期間對國民黨頒布禁令，嚴格監視，並經常監禁、驅逐黨員，但效果不彰，反使得地下分布組織更為活躍，特別是到了1928、1929年，國民黨在肅清左翼後，反而形成一個更有組織、更有影響力的組織；而各州華民護衛司雖有監督，也未完全採取高壓手段，因此國民黨活動仍持續發展。
1927年4月國共分裂，馬來亞國民黨組織內的左右派也產生分歧。英國官方對此相當警戒。官方認為，國民黨左派（即共產黨員）已經掌握馬來亞國民黨運動的數個分支，甚至在海峽殖民地，所有的分支都以落入海南裔的激進派手中。這番認知影響到英方對牛車水事件的處置與其後對國民黨更加嚴厲的管控。:120-133

### 馬來亞國民黨組織內的左右派關係
1922年，孫文開始推動聯俄容共政策，大部分的馬來亞國民黨黨員反對孫文的決策，進而公開譴責孫文，然而反對者黨籍即遭取消，經歷重組後，國民黨在馬來亞的發展轉而著重馬來華人的國族主義。雖然其政黨活動為英國當局所禁止，國民黨仍在1926年於新加坡成立的七個支部，沒有因為當局禁止而受到扼殺。
1926年後，國民黨加速運作起來，與共產黨關係進一步變得緊密，然而其中也不乏緊張關係。首先，1926年2月，國民黨外事部落入左派的掌控中，由彭澤民（Peng Tse-min）擔任局長。彭澤民在1924年前往廣東前擔任吉隆坡《益群報》的總經理數年，可說是熟知英屬馬來亞政治的人物。左翼掌控下的外事部派人前往新加坡成立南洋華僑各公團聯合會，遭查禁後又改組為南洋總工會（Nanyang General Labour Union）。另外外事部也派出了何華三（Ho Hua-san）等人到夜校宣傳共產主義、與國民黨溫和派奪取國民黨分支領導權、協助夜校成員成立新分支等。雖然外事部在馬來亞國民黨運動的激進化扮演要角，但對於溫和派與激進派的分裂仍相當遲疑。再者，來自馬來亞的黃埔軍校畢業生也助長了馬來亞國民黨運動的激進化。這些海南裔的畢業生，回到馬來亞組織夜校，對學生、黨員宣傳反資、反帝思想。第三，馬來亞國民黨分支為了募款支援北伐，又重新組織起來。第四，英國官方稱為主流派（Main School）的國民黨左派持續地試圖控制既有的國民黨分支與創設新的分支。到了1927年，國民黨左派對英國官方與國民黨右翼來說都成了一大威脅。兩派的緊張關係催生了牛車水事件意外的武裝衝突，使得英國官方對國民黨運動的態度更加嚴厲。

## 事件經過
本次事件起於1926年三月所規劃的一場孫文過世一周年紀念活動，但並沒有順利執行，因為警方突擊夜校，並逮捕參與起事的老師。這次失敗刺激了國民黨，加以海峽殖民地總督基里瑪爵士的任期快要結束，1927年國民黨持續發起更公開、激進的政治行動。
1927年，馬來亞國民黨在華民政務司的同意下，在牛車水中國城舉行孫文逝世兩週年紀念活動。初始先由兩位福建人向華民政務司（Secretary for Chinese Affairs）知會紀念活動。隔天，兩位CAB廣東人吳勝鵬（Ng Seng Phang）、梅國良（Boey Kok Leong）（兩位皆為太平紳士J.P.）與三位福建人蕭志來（Siu Chi Lai）、侯西反（Hau Si Wan）抵達。3月10日，福建、廣東各有兩位代表人士抵達，兩位廣東人皆是同仁俱樂部（Thong Yan Club）成員，其中一位是李亮琪。3月11日，兩位太平紳士帶領代表團再次詢問華民政務司（Chinese Protectorate）活動是否核可，後者表示純粹的紀念活動可以，但不得張揚國民黨旗與演講。

此紀念活動原先約有兩萬華人參加，接著兩千名左翼海南裔教師與夜校學生等主流派成員也出現在歡樂園（Happy Valley）的會場，與國民黨溫和派發生衝突、言語攻擊吳勝鵬（Ng Seng Phang）等人，並發表煽動性的演說、發送反英、反帝宣傳冊。在歡樂園的原活動的舉行者與警察無法將場面控制下來，教師、學生往安順路（Anson Road）、橋南路（South Bridge Road）遊行，另一群參與者出現在麥士威路（Maxwell Road）街角表達訴求，前排還有樂隊。到了牛車水警局外，遊行隊伍造成交通堵塞，並阻礙電車通行，警方向群眾開火，造成6人死亡14人受傷。英政府派出軍隊維持秩序，之後進一步宣佈多間夜校違法並搜補。

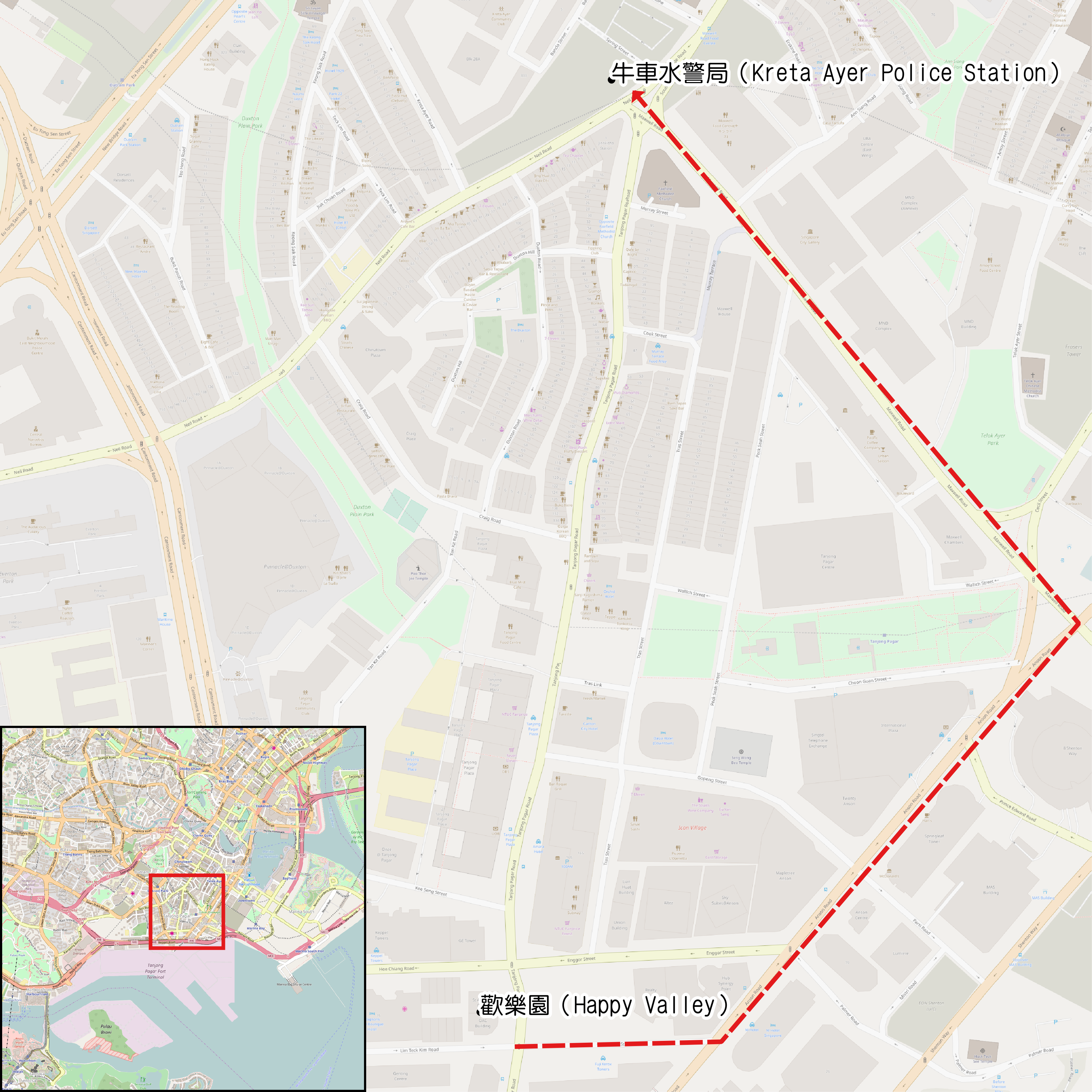
牛車水事件遊行路線

### 判決
完整的調查報告在12天後送達殖民政府，陪審團由三位華人和兩位歐洲人組成，長官基里瑪最後採納中國總領事館顧問律師Braddell的說法，判定此遊行是非法的，警方開火有正當性。《The Kuomintang Movement in British Malaya 1912-1949》一書指出顧問律師的態度相當奇怪，幾乎沒有為了國民黨方發聲。
對於長官基里瑪而言，嚴格限制國民黨活動是不可或缺的政績，除了持續發布禁令，為了尋求正當性，他必須證明國民黨活動確實對政府穩定運作造成威脅，但他當然不樂見馬來亞華人勞工參一腳，或爆發任何暴力遊行，這會影響到英國政府對他的評估，因此基里瑪想壓下這次事件，假稱這是馬來亞國民黨激進分子所為，背後並不受中方支持。

### 後續反應
此次事件使土生華人（也就是華人移民後代）對國民黨產生反感，更引起國民黨溫和派的激憤。長官基里瑪隨後快速地發布聲明，宣稱華人社群現在「安靜下來」了，他也不會再深入追究。
新加坡中華總商會（Singapore Chinese Chamber of Commerce）多方斡旋，試圖盡量降低華人的反英情緒、運用車輛遊街標語，提倡遵守法律，另一方面也擔心英政府採取更強硬措施。然而直到繼任者海峽殖民地總督克里福爵士到任，輿論都還持續沸騰，甚至引發華人社群在倫敦的抗議。克里福和中國事務局意見相反，後者認為牛車水事件顯示國民黨在兩年以來的禁令之下存活了，且不斷擴張到能策劃武力示威遊行的程度，克里福則公開批評之前對牛車水事件的處理，他認為發布遊行許可本身就不恰當，是錯誤決策才導致事件爆發。

## 影響

### 官方的態度轉變
1927年八月，克里福更進一步指出發布禁令本身就無助於對馬來亞國民黨的政治管控，反而還使其地下化，增加其激進成分，更有助於華人民族主義的發展；他主張採取寬容策略，並認為基於華人對於經濟貿易的貢獻和對英屬殖民地法律的遵從，華人社群在馬來亞可以有適當的政治角色。華人的移民管制也得到適度的鬆綁。不過，1928年則將教育法令調整得更嚴格，強力防止中國方以馬來亞國民黨成員為媒介，透過控制影響馬來亞華人教育來進行政治宣傳。然而，對英國殖民政府當局而言，海南裔仍然是危險性最高的族群，更認為他們比任何其他中國人口都更容易濫用馬來亞政府的善意，因此對於海南裔的控制與移民管制仍然十分嚴格。可見牛車水事件雖使殖民官員開始反省對馬來亞國民黨政治活動的管理態度，但對海南裔移民的戒心仍然嚴明。

### 主流派的獨立與國民黨的後續發展
牛車水事件短期的影響包括華人對新加坡電車公司的抵制、馬來亞國民黨溫和派與激進派的分裂等。溫和派與激進派的分裂也與1927年4月中國本土國共分裂有一定關聯。激進派於1928成立了南洋共產黨。到了1927年8月，英國官方的報告認為，由於蔣介石清黨（肅清國民黨左派），以及華民政務司與警方聯手打擊國民黨運動下，海峽殖民地的主流派勢力已大大削弱。1927年在廣東舉行的國民黨南洋總支部黨代表大會由溫和派參加，大會討論了黨在中國與海外組織的重組，南洋總支部接獲指示，接下來將要清共。1928年4月，國民黨決定解散南洋總支部，直接由組織部管轄海外分支。組織部將清黨工作交給其新創設的組織「中國國民黨英屬馬來亞支部黨務委員會」（BMHB）。

## 其他文獻記載
事件發生的1927年，正巧是台灣文學家、政治家林獻堂開始其環遊世界的一年。他在該年5月15日從台灣基隆港出發後，5月26日抵達新加坡。在他的《環球遊記》中，紀錄了關於他入境新加坡的情況：
|  | 南洋倉庫會社支配人矢田順一來迎余與猶龍，將欲上陸時，有巡查盤問日本人乎支那人乎，若日本人則放之過去，若支那人則被阻止不得上陸，問之矢田曰，防共產黨人之來也，唉！為防共產黨人之故，而禁中國人概不得上陸，真是豈有此理。後聞石君，言為孫中山先生之紀念日，華人列隊遊行街上，約有二三千人，是時適有電車至，行列之人，命其停止，運轉手不聽，好事者出手打之，巡查出為制止又打，巡查開鎗擊殺八人，傷者十餘人，此事至今尚未了結云。 |

牛車水事件發生之後的審理與交涉一直延續到六月，甚至在隔年馬來聯邦華民政務司的報告之中，又再次提及這個事件。而林獻堂登陸新加坡時，此事件之後續還未真正了結，尤其事件發生過後，英國殖民政府當局對於國民黨與共產黨的防備之心勢必提高；換言之，雖然距離事件發生當下已有兩個月餘，但林獻堂仍然可能體會到了受到事件影響的新加坡社會與政治。另外值得注意的一點，林獻堂的《環球遊記》在他還未回到台灣前，1927年8月就開始在台灣日日新報上連載，估計1927年結束之前，台灣的閱報民眾應該就會看到林獻堂關於牛車水事件的記載。